# Forte di Marina di Bibbona

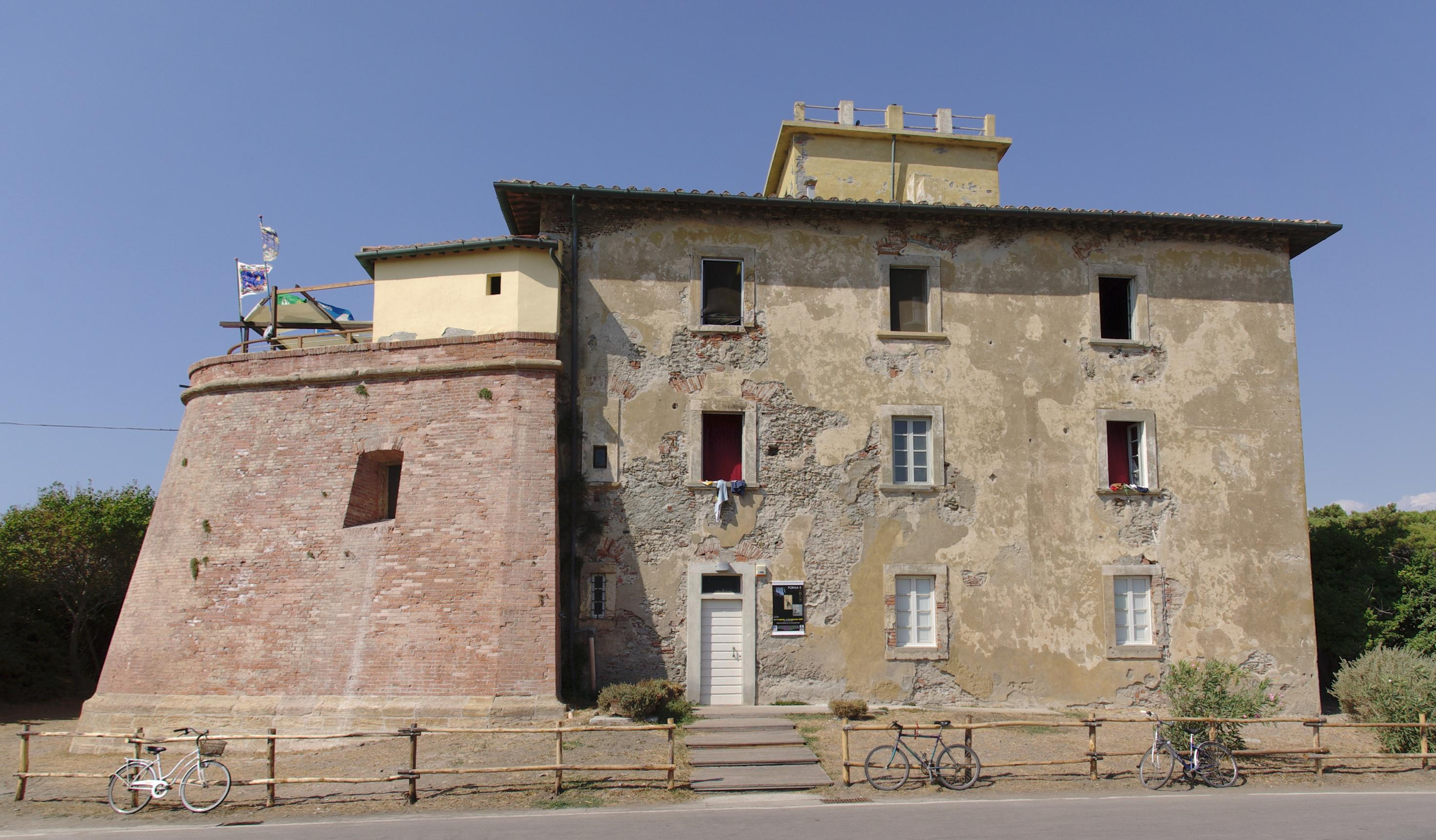
Il prospetto laterale

Il Forte di Marina di Bibbona è un avamposto che si erge lungo il litorale del comune di Bibbona (LI).

## Storia
La costruzione del fortilizio è strettamente legata a quella del vicino Forte di Castagneto. Infatti, entrambi furono innalzati nella seconda metà del XVIII secolo, per volontà dei Lorena, nell'ottica di una riorganizzazione degli avamposti militari e sanitari del Granducato di Toscana.
I due complessi gemelli furono terminati intorno al 1789-1790  insieme all'analogo e coevo Forte dei Marmi in Versilia, ed avevano molteplici compiti: proteggere la costa dalle incursioni nemiche, controllo sanitario, lotta al contrabbando ed inoltre costituivano un importante punto di riferimento per la spedizione di merci via mare.
Attualmente l'edificio viene utilizzato come casa di soggiorno/vacanza e periodicamente viene affittato a tale scopo.

## Descrizione
Il forte è costituito da un fabbricato a pianta quadrata, disposto su tre piani fuori terra, chiuso, verso il mare, da un fronte fortificato completamente rivestito in mattoni terminante in una vasta terrazza di avvistamento, originariamente armata con piccole bocche da fuoco.
Nell'edificio erano ospitati i locali per il corpo di guardia e le stalle a servizio dei cavalleggeri, i quali avevano il compito di spostarsi lungo il litorale per il pattugliamento della costa, lungo il vicino confine, di cui tuttora rimane il termine in pietra, tra il marchesato di Cecina e la giurisdizione della Torre di San Vincenzo. A poche centinaia di metri a sud, nella macchia si trova ancora l'antico cippo confinario tra la giurisdizione di Cecina e quella di San Vincenzo.